# Vittoria Archilei

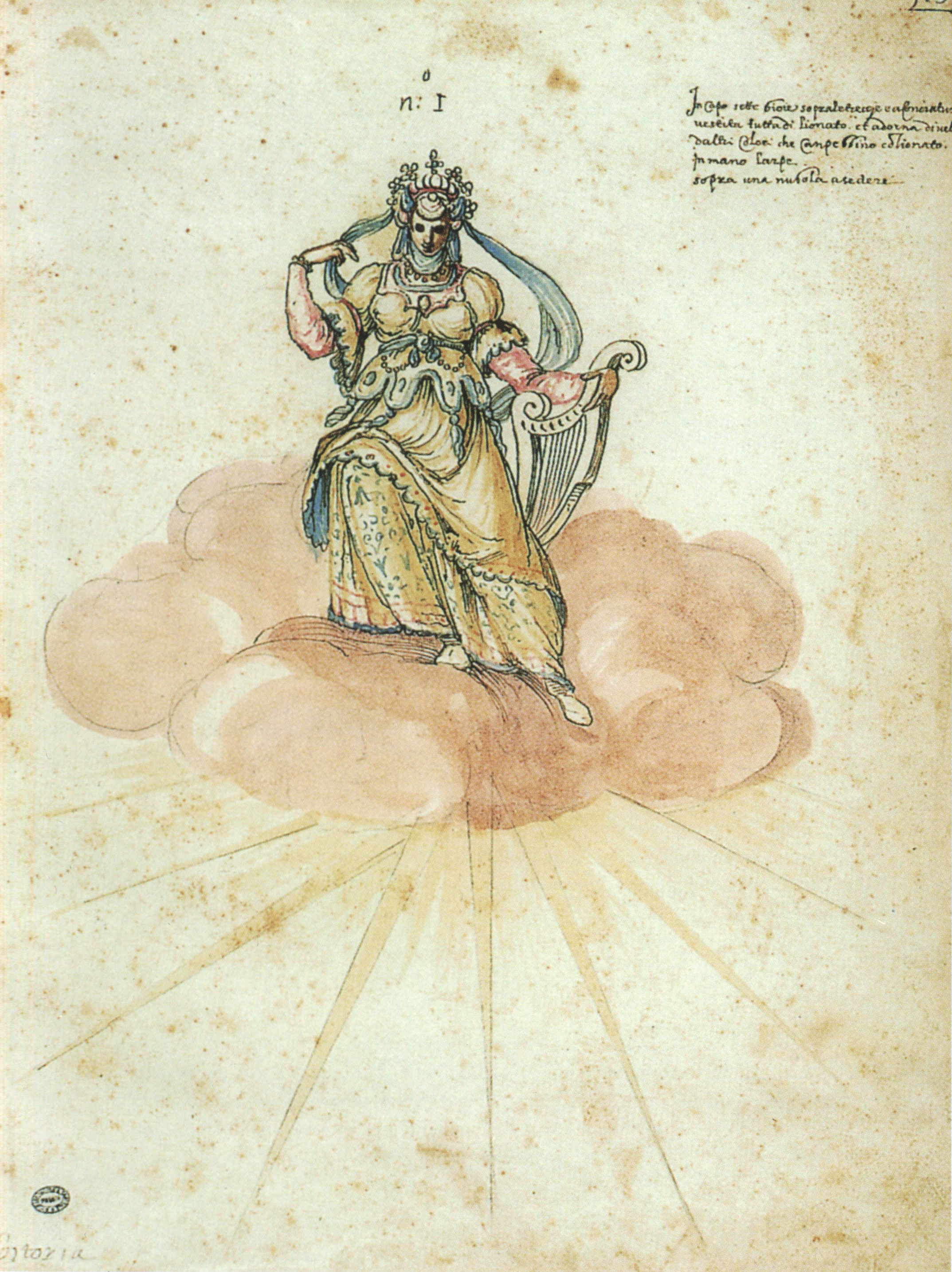
Vittoria Archilei als „Armonia doria“ im Intermedio I „L’armonia delle sfere“ (zu: La pellegrina, 1589)

Vittoria Archilei, geborene Concarini, genannt „la Romanina“ oder „la Vittoria“ (* ca. 1560 vermutl. in oder bei Rom; † um 1645) war eine gefeierte italienische Sängerin (Sopran) und Lautenistin. Sie stand in Verbindung mit der Florentiner Camerata und hatte einen entscheidenden Einfluss auf die frühe Oper.

## Leben
Vittoria wurde geboren als Tochter von Francesco Concarini, wahrscheinlich in Rom, worauf ihr Beiname „la Romanina“ hindeutet.
Häufig wird vermutet, dass sie Schülerin des Sängerkomponisten und Lautenisten Antonio Archilei (1542–1612) war, den sie wahrscheinlich 1582 heiratete. Ihr erster Dienstherr war möglicherweise ein Kardinal Sforza, danach stand sie genau wie ihr Mann in den Diensten von Kardinal Ferdinando de’ Medici. In dessen Gefolge sang sie zum ersten Mal 1584 in Florenz bei der Hochzeit von Vincenzo Gonzaga mit Eleonora de’ Medici. Im gleichen Jahr veröffentlichte Luca Marenzio sein Madrigal „Cedan l’antiche tue chiare vittorie“ (in: Secondo libro de madrigali a sei voci) als Lobpreis auf Vittoria Archilei.
Als Ferdinando de’ Medici 1587 die Kardinalswürde ablegen musste, um die Nachfolge seines Bruders Francesco I. de’ Medici als Großherzog der Toskana anzutreten, zogen Vittoria und Antonio Archilei mit ihm nach Florenz, wo sie eng mit Emilio de’ Cavalieri zusammenarbeiteten, und wo Vittoria auch mit Jacopo Peri, Giulio Caccini und später auch mit Sigismondo d’India in Berührung kam, die sie alle mit ihrem Gesang inspirierte.

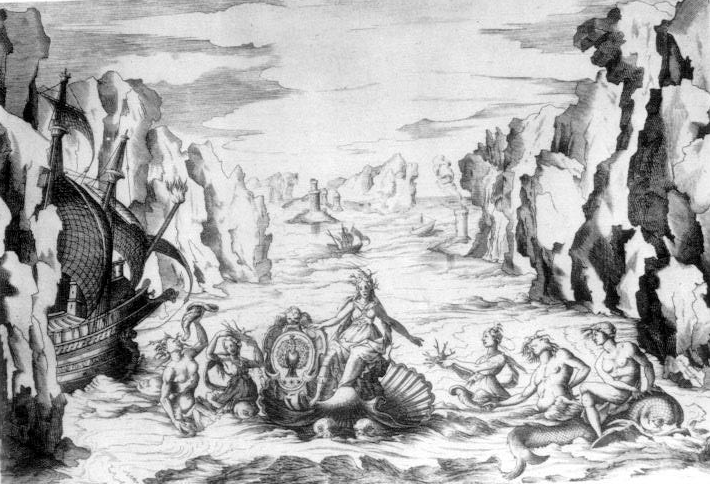
Szene mit Vittoria Archilei als Amphitrite im Intermedio V „Il canto d’Arione“ (zu: La pellegrina, 1589)

Bei der prunkvollen Hochzeit von Ferdinando mit Christine de Lorraine im Jahr 1589 wirkte Vittoria als Primadonna in den berühmten Intermedien zur Komödie La Pellegrina mit, deren Musik von Cristofano Malvezzi, Luca Marenzio, de' Cavalieri, Peri, Caccini und vielleicht von Antonio (und Vittoria ?) Archilei stammte. Dabei schwebte die Sängerin zu Beginn als „Armonia doria“ (dorische Harmonie) auf einer Wolke und sang das virtuose Solomadrigal „Dalle più alte sfere“, während sie sich auf einer Laute begleitete. Der anwesende Deutsche Barthold von Gadenstedt berichtet, sie habe „so lieblich angefangen zu singen, zugleich auf der Lauten slagend, daß Jedermann sagte, es wäre unmüglich, daß eines Menschen Stimm so lieblich sein könne. Hat auch aller Zuseher Gemüt also beweget mit ihrem Singen, das darvon nicht zu schreiben.“
In späteren Akten trat sie als Amphitrite auf und sang am Ende gemeinsam mit Lucia Caccini (der ersten Frau des Komponisten) und Margherita della Scala das Terzett „Oh che nuovo miracolo“, wobei die drei auch tanzten und sich selber auf Instrumenten begleiteten; Vittoria Archilei spielte dabei spanische Gitarre. Nach weiteren Augenzeugenberichten sang sie „eccelentissimamente“ und „molto soavemente“ („ganz und gar exzellent“ und „sehr süß und lieblich“).
Im folgenden Jahr 1590 trat sie in Emilio de’ Cavalieris La disperazione di Fileno auf. Mit Einverständnis oder auf Wunsch des Großherzogs Ferdinando reiste sie auch verschiedentlich nach Rom, beispielsweise um 1593–1594 für Vittorio Orsini zu singen, den Neffen Ferdinandos.
1595 widmete ihr der spanische Komponist Sebastian Raval die Publikation seiner Madrigali a tre voci.
Nachdem Emilio de’ Cavalieri im Jahr 1600 nach Rom zurückging und am Florentiner Hof durch Giulio Caccini abgelöst wurde, soll Vittoria Archilei weniger Auftritte gehabt zu haben, vermutlich weil Caccini lieber seine eigene Frau und Tochter protegierte. Gelegentlich wird auch eine Stimmkrise der Archilei vermutet. Einige Autoren meinen, sie habe nicht bei den Feierlichkeiten anlässlich der Hochzeit von Maria de’ Medici mit Henri IV. (Florenz 1600) mitgewirkt, demnach wäre die Archilei also nicht in Peris „L’Euridice“ aufgetreten. Dagegen spräche allerdings, dass der Komponist sie in seinem Vorwort zur Oper als seine Muse Euterpe ausführlich und lobend erwähnt, so als wenn er die Partie (ursprünglich?) für sie geschrieben hätte (siehe ganz unten Zitat). Andere Autoren, darunter Hermann Kretzschmar, gingen/gehen davon aus, dass Vittoria Archilei die Euridice sang.
1601 gab Vittoria Archilei nachweislich ein Kammermusik-Konzert für die Herzogin und einen französischen Gesandten des Papstes. Im darauffolgenden Jahr 1602 musste sie sich wegen finanzieller Probleme an die Herzogin wenden, mit der Bitte, dass man ihr ihr Gehalt weiter zahlen möge. Im gleichen Jahr reiste sie auch wieder nach Rom. Einen öffentlichen Auftritt hatte sie nochmals 1608 in den Intermedien, die zur Hochzeit des Cosimo II. de’ Medici mit Maria Magdalena von Österreich aufgeführt wurden. Als jedoch 1610 die berühmte neapolitanische Sängerin Adriana Basile am florentinischen Hof auftrat, soll sich die Archilei geweigert haben, neben ihr zu singen, was Charton darauf zurückführt, dass ihre Stimme zu dieser Zeit möglicherweise bereits nachließ und nicht mehr mit der jüngeren Sängerin konkurrieren konnte.
Vittoria Archilei wirkte noch bis mindestens 1611 am Medici-Hof. In jenem Jahr trat sie neben Francesca und Settimia Caccini (den Töchtern Giulios) in der Mascherata di ninfe di Senna auf und soll laut Cicognini eine eigene Vokalkomposition „mit der gewöhnlichen Anmut und Engelsstimme“ gesungen haben. Bis 1619 ist Archilei durch Korrespondenzen nachgewiesen und bis in die frühen 1640er Jahre erhielt sie eine Leibrente, die Großherzog Ferdinando ihr schon 1607 auf Lebenszeit verliehen hatte.
In ihrer Ehe mit Antonio Archilei gebar sie mindestens fünf Kinder: Ottavio (* 1585), Ferdinando, Emilia († 1597), Maria und Cleria.
Nachdem sie sich vom Singen zurückgezogen hatte, erschienen noch zu ihren Lebzeiten verschiedene Gedenktexte, die den Eindruck erwecken, dass sie bereits verstorben wäre: 1614 widmete ihr Giambattista Marino sein Sonett La morte di Vittoria cantatrice famosa, und 1628 erschien ein „Nachruf“ von Vincenzo Giustiniani.

## Würdigung
Vittoria Archilei war Ende des 16. und zu Beginn des 17. Jahrhunderts eine viel gerühmte und vielseitige Künstlerin, die laut Peri großen Einfluss auf die Entstehung des recitar cantando (Monodie) und den frühen italienischen Sologesang des Belcanto ausübte (siehe unten Zitat). Sie sang in Rom und Florenz nicht nur in Kammermusik, sondern auch in den öffentlichen Vorstellungen der Intermedien und frühesten Opern, und sogar in Kirchenmusik. Letzteres war für eine Frau und besonders in Italien ganz außergewöhnlich.
Ihr Gesang war offenbar eine Mischung aus römischen und florentinischen Stilelementen. Die reichen Verzierungen in ihren Partien (z. B. „Dalle più alte sfere“) zeugen von einer virtuosen Koloraturtechnik, die sie, wie damals für Solosänger dieses Formats üblich, auch in selbst erfundenen bzw. improvisierten Diminutionen wirkungsvoll zur Geltung brachte (siehe unten Zitat von Peri).
Nach zeitgenössischen Zeugnissen muss sie auch sehr ausdrucksvoll gewesen sein, da sie das Publikum beispielsweise in Cavalieris La disperazione di Fileno „zu Tränen rühren“ konnte. Sigismondo d’India in seinem Primo Libro di musiche da cantar solo (1609) spricht von ihrer süßen Stimme und lobt ihren Gesang über Alles; die Archilei hatte die veröffentlichten Stücke wegen ihrer Originalität gelobt und selber vor Publikum vorgetragen. Vincenzo Giustiniani bezeichnete sie „quasi als Erfinderin der wahren Art zu singen unter den Frauen“.
Möglicherweise nahm Vittoria Archilei auch direkt an den Treffen der Camerata Florentina teil, was man aus einigen Lobeshymnen über ihre Intelligenz schließen könnte. Von den Kompositionen, die sie für ihren eigenen Gebrauch geschrieben haben soll (siehe oben), ist nichts erhalten.
Die wohl beste und schönste Beschreibung von Vittoria Archileis Kunst hinterließ Jacopo Peri im Vorwort zu seiner Euridice (Florenz 1600):

„Vittoria Archilei, die man die Euterpe (Muse der lyrischen Dichtkunst) unseres Zeitalters nennen kann: sie hat meinen Kompositionen durch ihren Gesang Bedeutung verliehen, indem sie sie nicht nur mit den Verzierungen und den langen Läufen, einfachen und doppelten, die sich dank der Lebhaftigkeit ihres Talents inzwischen überall finden lassen, ausschmückte – allerdings mehr, um den Moden unserer Zeit zu gehorchen, als dass sie selbst glauben würde, dass darin die Schönheit und die Stärke unseres Gesanges liegt –, sondern auch mit jenen Lieblichkeiten und Anmutigkeiten, die sich nicht niederschreiben lassen, und die, wenn man sie aufschriebe, sich nicht aus dem Geschriebenen lernen ließen.“